# Siniucha
Siniucha (ukr. Синюха Syniucha, hist. Sine Wody) – rzeka na Ukrainie, lewy dopływ Bohu.
Powstaje z połączenia rzek Wełyka Wyś i Tykicz. Płynie przez Wyżynę Naddnieprzańską, jej długość wynosi 111 km, a powierzchnia dorzecza – 16 700 km².
Główne dopływy to: Jatrań (prawy), Suchyj Taszłyk, Czornyj Taszłyk (lewe).
Na mocy pokoju karłowickiego stanowiła granicę polsko-turecką.

## W literaturze
Od ujścia Rosi – aż tam, gdzie Siniucha

Na pograniczu już do Bohu wpada,

Szła linia kresów i ziemia tak głucha,

Że tylko czasem pod koniem zagada

- Wincenty Pol, Mohort